# Adobe Captivate
Adobe Captivate est un outil de création utilisé pour créer des contenus d'apprentissage en ligne tels que des démonstrations de logiciels, des simulations de logiciels, des scénarios branchés et des questionnaires aléatoires dans les formats Small Web Formats (.swf) et HTML5.
Il peut également convertir les formats de fichiers générés par Adobe Captivate (.swf) en formats numériques MP4 (.mp4) pouvant être lus avec des lecteurs multimédias ou téléchargés sur des sites Web d'hébergement de vidéos. Pour les simulations logicielles, Captivate peut utiliser les clics de souris à gauche ou à droite, les pressions sur les touches et les images de survol.
Il peut également être utilisé pour créer des screencasts, et de convertir des présentations Microsoft PowerPoint au format .swf et HTML5.

## Histoire
Alors que le produit était au départ un utilitaire d'enregistrement d'écran connu sous le nom de Flashcam (Nexus Concepts 2002), il est devenu un outil de création de formation en ligne après l'acquisition de Flashcam par eHelp Corporation basée à San Diego sous le nom de RoboDemo. Finalement, la société de logiciels Macromedia a acquis eHelp pour obtenir RoboDemo. Peu de temps avant l'acquisition de Macromedia par Adobe Systems, ils ont changé le nom du produit en Captivate.

## Versions
- Adobe Captivate (version 2019) (août 2018) La version 2019 d'Adobe Captivate ajoute de nouvelles fonctionnalités, notamment la création de projets de réalité virtuelle pour une formation en ligne immersive, la création de vidéos interactives pour vos démonstrations, des améliorations de Fluid Boxes et des cours réactifs, un enregistrement vidéo intelligent qui inclut le flux de votre webcam et la conversion de vos présentations PowerPoint en projets réactifs[2].
- Adobe Captivate (version 2017) (avril 2017) La version 2017 d'Adobe Captivate ajoute de nouvelles fonctionnalités, notamment des améliorations dans la conception réactive via l'utilisation de Fluid Box et la mise à l'échelle du texte, la capacité de sauvegarder les projets non réactifs augmenter la gamme de polices disponibles pour les utilisateurs et la possibilité de personnaliser les sous-titres
- Adobe Captivate 9 (août 2015) Adobe Captivate 9 ajoute de nouvelles fonctionnalités, notamment des objets multi-états, des effets et des trajectoires améliorés, la création d'un brouillon de contenu sur un périphérique iOS et la publication sur le nouveau Adobe LMS appelé Captivate Prime. Ajoute l'intégration des modèles eLearning Brothers[3],[4].
- Adobe Captivate 8 (mai 2014)[5]
- Adobe Captivate 7.0 (juin 2013)Ajout d'une large gamme de composants de type glisser-déposer tels que des jeux, des jeux-questionnaires et des modules d'apprentissage. Conversion HTML5 pour les projets Microsoft PowerPoint. Nouvel éditeur d’équations MathMagic pour Mac OS X et Windows. Prise en charge de l'accessibilité améliorée. Bibliothèque d'interactions[6].
- Adobe Captivate 6.0 (juin 2012) Interactions (widgets pré-construits), acteurs (images pré-construites), thèmes et support HTML 5[7].
- Adobe Captivate 5.5 (mai 2011) Les nouvelles fonctionnalités incluent les dégradés, les ombres et la rotation des objets, les modèles de test / évaluation améliorés, l'option de sortie MP4, l'option de publication YouTube, l'option de licence d'abonnement pay-as-you-go. Disponible en tant que produit autonome ou dans le cadre du kit Adobe eLearning Suite 2.5[8].
- Adobe Captivate 5 (mai 2010) Contrairement aux versions précédentes qui étaient dérivées de Captivate 2 et portaient sur des bogues et des limitations technologiques notables, Captivate 5 a été écrit à partir de zéro. Les fonctionnalités incluent une nouvelle interface graphique similaire aux autres produits de la famille Adobe CS, des effets d'animation intégrés, une prise en charge étendue de Microsoft PowerPoint, une intégration et un contrôle vidéo étendus, des diapositives principales et des styles d'objet. Les développeurs peuvent publier leur contenu sur Acrobat.com et l'utiliser comme système de gestion de quasi-apprentissage. Adobe Captivate 5 est disponible séparément ou dans le cadre d'Adobe eLearning Suite 2[9].
- Adobe Captivate 4 (janvier 2009) Nouvelles fonctionnalités: commentaires SWF, modèles de projet professionnels, widgets personnalisables, flux de travail PowerPoint, table des matières et agrégateur, fonctionnalité de synthèse vocale, variables et actions avancées, options de sortie étendues, prise en charge des couches Adobe Photoshop. Cette version présente des fonctionnalités de collaboration, étend Adobe Captivate et interagit avec d'autres produits Adobe tels que Bridge, Soundbooth, Photoshop, Adobe Device Central, etc. Cette version d'Adobe Captivate fait également partie de la nouvelle suite Adobe eLearning.
- Adobe Captivate 3 (juillet 2007) Les nouvelles fonctionnalités incluent l’enregistrement multimode, le réenregistrement automatique, l’exportation / importation XML (XLIFF) pour la localisation, la recherche et le remplacement, l’enregistrement audio avec prévisualisation, les quiz aléatoires, les nouveaux types de questions des animations, une mini-diapositive de survol et des effets de transition de diapositives. Cette version a un logo préchargeur Adobe Captivate ajouté au début de toutes les simulations, mais cela peut être modifié en un préchargeur générique. Il sera éventuellement inclus dans Adobe Technical Communication Suite.
- Adobe Captivate 2 (octobre 2006) Nouvelles fonctionnalités: vue de branchement, assistant de simulation, bibliothèque, dialogue d’interaction, zoom, habillages et menus, prise en charge de Flash Video, exportation vers Flash 8, sortie de documentation pas à pas, options de personnalisation et PENS.
- Macromedia Captivate (octobre 2004) Les nouvelles fonctionnalités incluaient la chronologie, l'édition audio, les modes d'enregistrement de démonstration et de simulation, des questions personnalisables, l'exportation vers Flash MX 2004, l'enregistrement d'images animées intelligent, la conformité 508, l'intégration SCORM 2004 et Breeze.
- RoboDemo 5 et l'e-learning Edition (automne 2003 par eHelp Corporation) Les nouvelles fonctionnalités incluent une intégration plus poussée avec Flash via l’importation FLA et SWF, l’enregistrement en temps réel, SCORM 1.2., L’importation de vidéos, le copier / coller, l’annulation, les raccourcis barre d'outils, vue film fixe, arrière-plan audio, surligneurs animés et redimensionnement du projet.
- RoboDemo 4 et l'e-learning Edition (printemps 2003 par eHelp Corporation) Les nouvelles fonctionnalités incluent les légendes d’insertion automatique, les effets de texte animés, l’interface de style PowerPoint, la publication en pièce jointe, la personnalisation de la clé de capture, le SCORM,
- RoboDemo 3 (Automne 2002 par eHelp Corporation) Nouvelles fonctionnalités: importation Powerpoint et AVI, zones de saisie de texte interactives, zones de clic interactives, options JavaScript et notation.
- RoboDemo 2 (mai 2002 par eHelp Société) Première version avec les principaux FlashCam corrections de bugs (par conséquent, il a été appelé la "version 2").

## Formats de fichier

### Fichiers de projet
- .cptx: Fichiers de projet Captivate 9.x, 8.x, 7.x, 6.x et 5.x, qui peuvent être modifiés avec le logiciel Captivate. Notez que les fichiers cptx créés à l'aide d'anciennes versions de Captivate peuvent être ouverts dans les nouvelles versions de Captivate. Toutefois, les fichiers des versions plus récentes de Captivate ne peuvent pas être renvoyés vers des versions plus anciennes.
- .cpdx: Captivate 9.x, fichiers créés à l'aide de l'application Captivate Draft sur l'iPad.
- .cpvc: Captivate 6.x-delà, ce sont des fichiers d'un projet vidéo (lorsque vous créez une vidéo de démonstration).
- .cptl: projet Captivate fichiers de modèle
- .cptm: projet Captivate fichiers de Thème
- .crev: Fichier de révision Captivate. Dans les versions 4 et ultérieures, un projet peut être examiné de manière collaborative. Ce fichier est publié lorsqu'un projet est envoyé pour révision. Une application de révision peut ouvrir ce fichier et accepter les commentaires visibles dans la fenêtre principale de Captivate. L'application Review est une application Adobe AIR et peut être installée sur n'importe quelle machine sans nécessiter de licence Adobe Captivate.
- .aggr: Format de fichier Adobe Captivate Aggregator. L'agrégateur est une nouvelle application installée avec Adobe Captivate 4. Il peut prendre plusieurs modules Captivate et publier un cours agrégé avec une table des matières.
- .cp: projet Captivate fichiers qui peut être édité avec Captivate version 4.0
- .cpdt: fichier de conception Captivate qui a été disponible pour Captivate version 4.0 seulement

### Fichiers provisoires
- .rerpc: Fichier XML permettant de stocker les actions des utilisateurs lors de l’enregistrement de scripts lors du réenregistrement. Ce fichier peut être utilisé pour imiter automatiquement l'action des utilisateurs dans une autre session d'enregistrement Adobe Captivate.
- .fla: Les fichiers de projet de l'IDE Adobe Flash Professional. Le logiciel de création Flash peut éditer des fichiers FLA et les compiler dans des fichiers .swf.

### Fichiers de sortie
- .html: Sortie HTML5 Ceci est un format de fichier de spécification W3 qui définit la cinquième version majeure de HTML.
- .swf: Format Adobe Flash compilé pouvant être lu avec Adobe Flash Player.
- .mp4: MP4 format de fichier multimédia numérique qui est couramment utilisé pour stocker la vidéo et l'audio.
- .qml: Un format de fichier basé sur XML et interopérable avec QuestionMark Perception. C'est la base de QTI.